# Церква Благовіщення Пресвятої Богородиці (Київ)
Церква Благовіщення Пресвятої Богородиці (Київ) — храм УПЦ, раніше студентська старої Києво-Могилянської академії, у якому проходили урочисті зібрання (конгрегації) та обрання на посади у Києво-Могилянській академії. Споруджена у 1740 році на зразок домової на другому поверсі Староакадемічного корпусу.[джерело?]

## Архітектура
Благовіщенська церква являє собою прямокутну залу у східному кінці академічного корпусу. Ззовні її позначено тільки банею, барабан якої влаштовано за російським принципом «восьмерик на четверику». Барокове оздоблення фасадів нічим не відрізняється від інших частин будівлі.

## Історія

### Першопочаткове розташування, міграції
Приділ Благовіщення існував уже в першій дерев'яній Богоявленській церкві Братського монастиря (на початку 17 ст.). Під час спорудження мурованого Богоявленського собору, між 1690—1695 роках, над трапезною монастиря надбудували другий поверх, куди й перенесли церкву Благовіщення. Там вона була до 1740 року.

### Воздвиження з боку Мазепиного корпусу
1730-х роках за проектом українського архітектора німецького походження Й. Г. Шеделя надбудовано другий поверх старого навчального будинку Києво-Могилянської академії зведено коштом гетьмана Івана Мазепи у 1704 році. Прибудова також передбачала й розміщення в ній Благовіщенської церкви. Освячена 1 листопада 1740 року митрополитом Рафаїлом Заборовським, який і замовив реконструкцію корпусу. Споруда сильно постраждала під час пожежі 1811 року. Тільки 1824 року її відбудував А.Меленський.

### Радянський період
Храм закрито разом з Духовною академією у 1918–1920 роках. Під час Другої світової війни снарядом зруйновано баню. Реставраційні роботи проведені 1950 і 1970 роках За радянської влади у Старому академічному корпусі була філія Центральної наукової бібліотеки.

### Відновлення церкви за часів незалежності
Після того, як будівлю було передано відновленій у 1992 році Києво-Могилянській академії, почалося відновлення Конгрегаційної церкви. Її було освячено у січні 1997 року, належить УПЦ-КП. Першим настоятелем став Юрій Мицик. Через кілька місяців він передав настоятельство ієромонахові Богдану (Пєтухову).

## Галерея

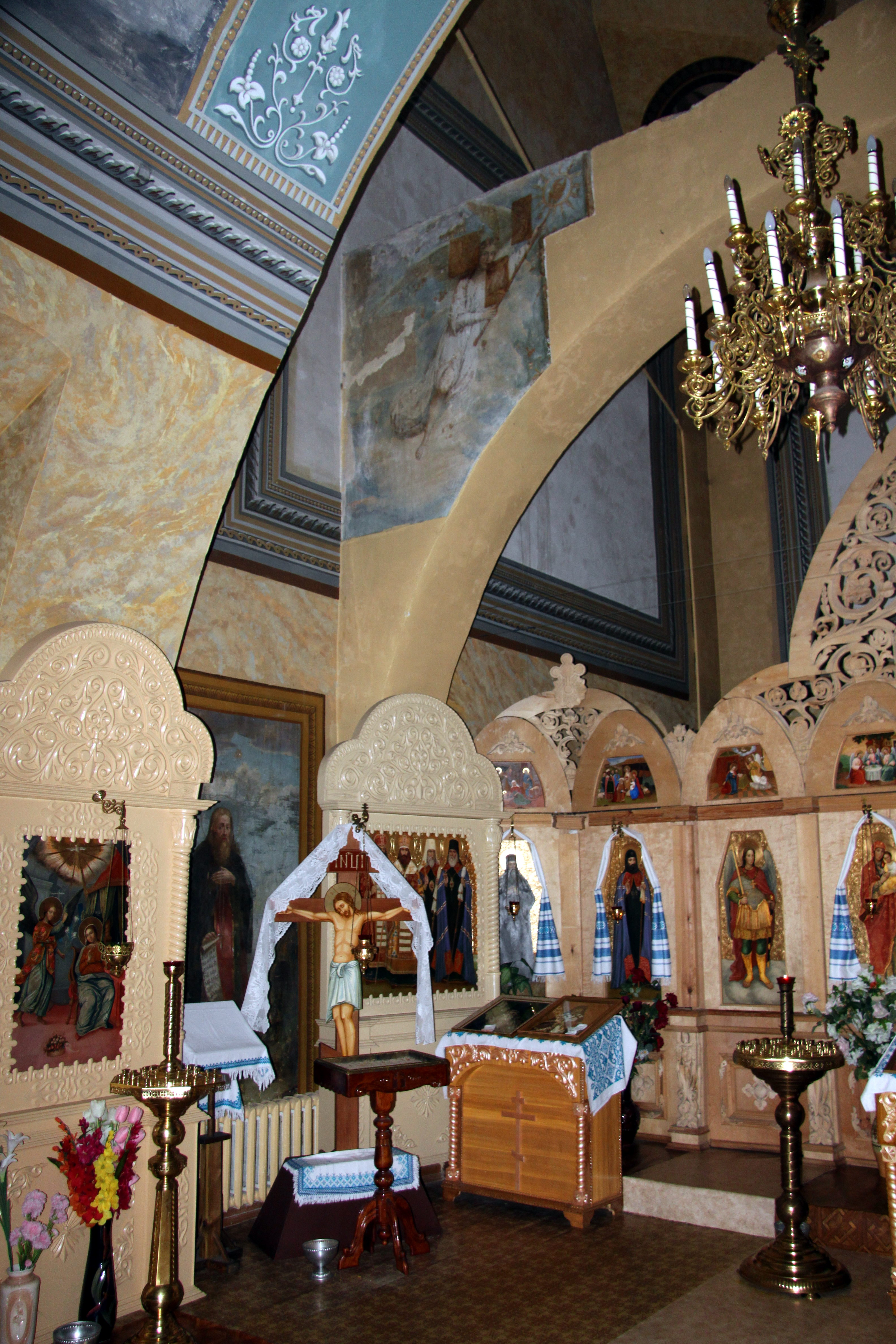
Інтер'єр
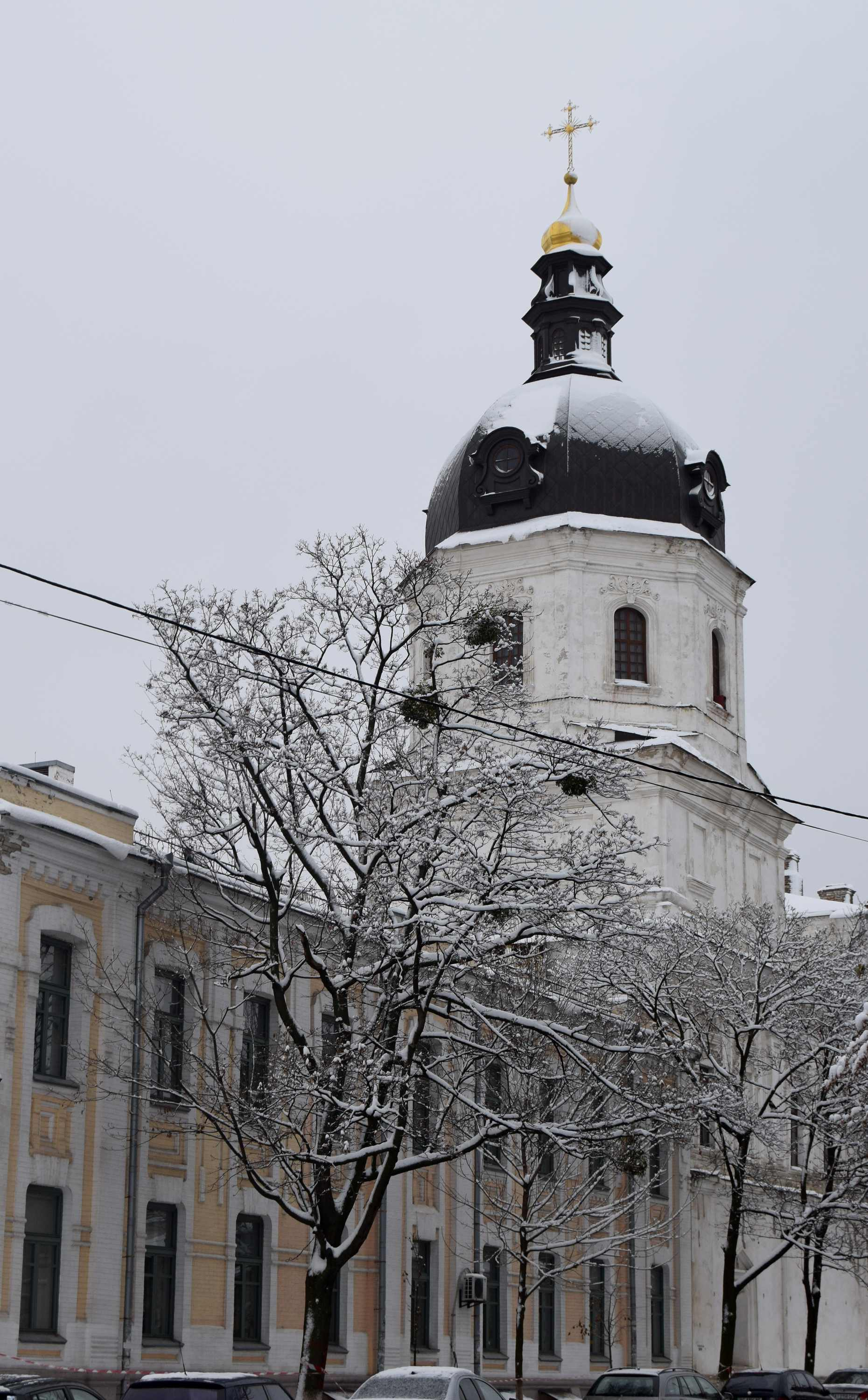
Вид на церкву з вул. Сковороди
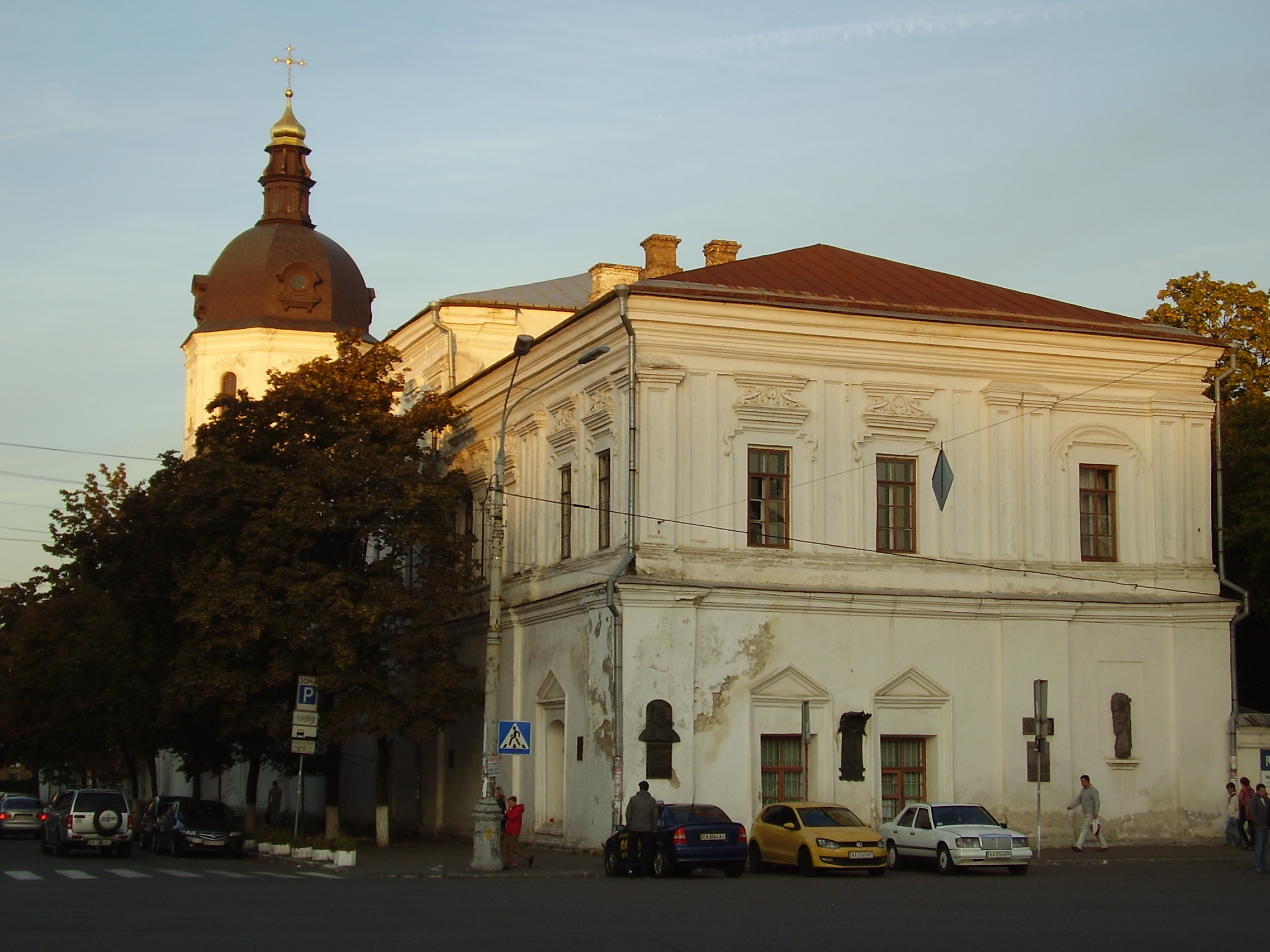
Вид на церкву з Контрактової площі